# 黑蜷
黑蜷（学名：Faunus ater）是中腹足目锥蜷科Faunus屬的一种。主要分布于马来西亚、印度尼西亚、新加坡、菲律賓、新幾內亞、泰國、緬甸、澳洲北部、中國、台灣小琉球，常栖息在河口半淡咸水域、淡水水域也有出沒紀錄。

## 参考文献

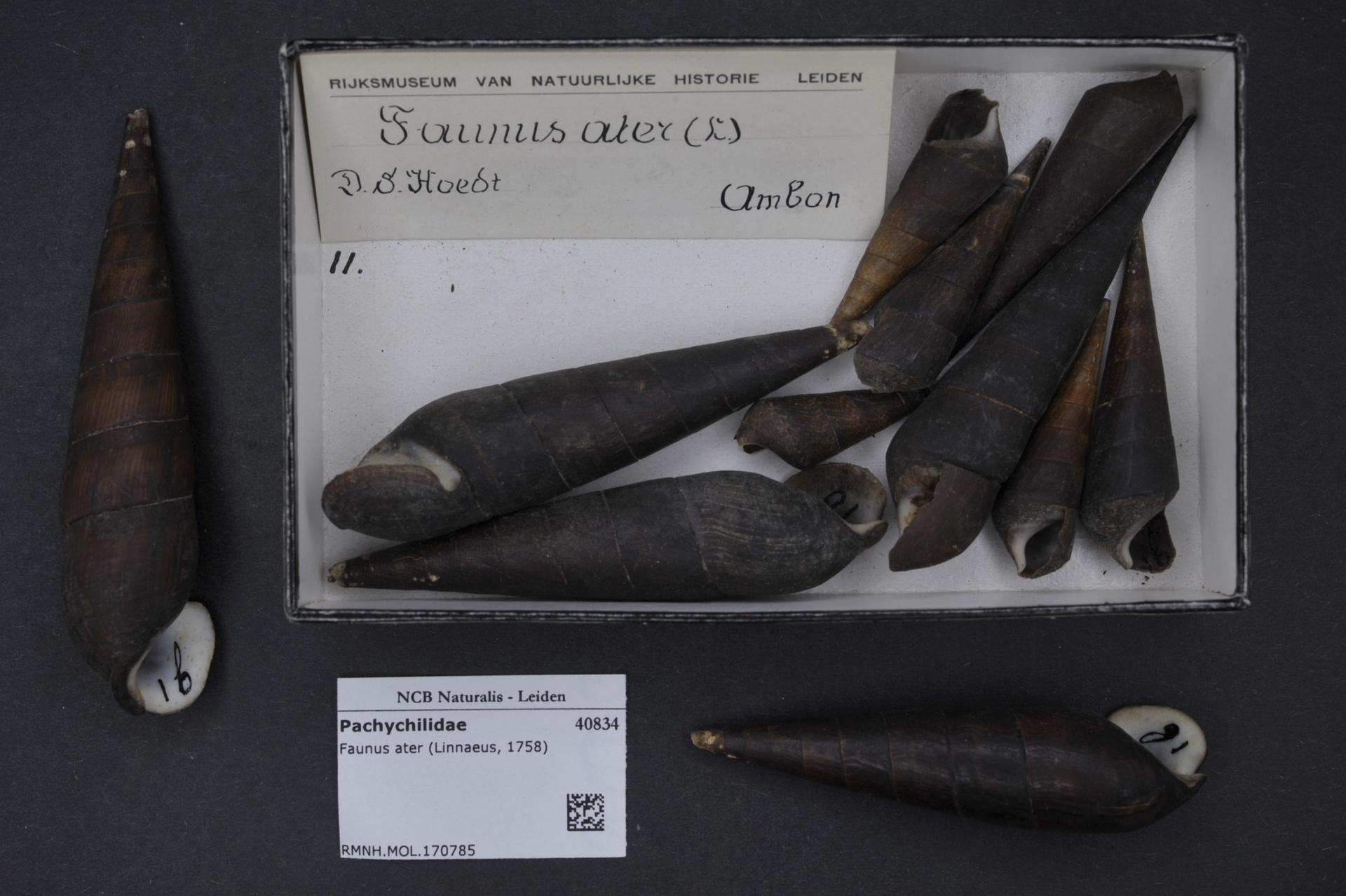
Faunus ater (Linnaeus, 1758). 标本馆